# Adocoides
Adocoides es un género de tortuga acuática extinta, de la familia Adocidae, que habitó en Mongolia, durante el Cretácico.